# Guarinos
Guarinos är en kommun i Brasilien.   Den ligger i delstaten Goiás, i den centrala delen av landet, 230 km nordväst om huvudstaden Brasília. Antalet invånare är 2 306.
Omgivningarna runt Guarinos är huvudsakligen savann. Runt Guarinos är det mycket glesbefolkat, med 3 invånare per kvadratkilometer.